# Jackie DeShannon
Jackie DeShannon (Hazel (Kentucky), 21 de agosto de 1941) es una cantante y compositora estadounidense. Autora de numerosos éxitos musicales desde la década de los sesenta. Fue una de las primeras compositoras femeninas en el mundo del rock and roll.

## Biografía
Nacida como Sharon Lee Myers en Hazel (Kentucky), fue hija de padres granjeros con aficiones musicales. Con seis años, DeShannnon cantaba melodías country en una radio local y con once, ya presentaba su propio programa en una emisora de radio en Batavia (Illinois), donde su familia se había mudado tras dejar la granja. La joven asistió al instituto de esta localidad hasta 1957.

## Carrera profesional
A partir de 1957 comienza a grabar versiones de temas country con escaso éxito bajo diferentes nombres artísticos, Sherry Lee, Jackie Shannon o Jackie Dee. Sin embargo sus interpretaciones de temas como “Buddy” o “Trouble” atraen la atención en 1960 de la estrella del rock’n’roll Eddie Cochran, quien la invita a California para presentarle a la cantautora Sharon Sheeley. Juntas compondrán una serie de éxitos tales como “Dum Dum”, interpretada por Brenda Lee y “I love Anastasia” por The Fleetwoods.
A finales de 1960 firma con Liberty Records y adopta definitivamente el nombre artístico de Jackie DeShannon. Sus sencillos van abriéndose camino a duras penas en las listas de éxitos norteamericanas y en 1963 logra cierto reconocimiento con «Needles and Pins», número 1 en Canadá y «When You Walk in the Room». Esta última llegó a ser, algo más tarde, un verdadero éxito en Estados Unidos y Reino Unido interpretada por The Searchers. A pesar de no funcionar demasiado bien en las listas, el carísma y la imagen pública de DeShannon la mantuvieron unida a Liberty Records. Salió con Elvis Presley y mantuvo una relación amistosa con Los Everly Brothers y Ricky Nelson. También coprotagonizó y cantó junto Bobby Vinton en la película de surf adolescente Surf Party.
La gran oportunidad para Jackie DeShannon llega en febrero de 1964 al ser elegida por John Lennon y Paul McCartney para telonear a The Beatles en su primera gira por Estados Unidos. Forma, para la ocasión, grupo junto al guitarrista Ry Cooder. A pesar del desastroso sonido de la gira, DeShannon demuestra tener tablas sobre el escenario.
Escribe para el álbum debut de The Byrds «Don’t Doubt Yourself Babe» y en 1965 viaja al Reino Unido donde forma tándem con Jimmy Page. Juntos componen grandes singles como «Dream Boy» y «Don’t Turn Your Back On Me» así como material para la cantante Marianne Faithfull, incluyendo su éxito Top 10 en Reino Unido y Estados Unidos «Come and Stay With Me». DeShannon también apareció el programa de televisión Ready Steady Go!. Algunos años más tarde Page le dedicaría el tema "Tangerine" incluido en el disco Led Zeppelin III.
De vuelta en los Estados Unidos DeShannon se instala en Nueva York, donde co-escribie con Randy Newman temas como «She Don’t Understand Him» y «Did He Call Today Mama?», además de escribir «You Have No Choice» para Delaney Bramlett. En marzo de 1965, graba junto con Burt Bacharach y Hal David «What the World Needs Now Is Love» que entra fuerte en las listas de éxitos norteamericanas llegando al número 7 en Estados Unidos y al número 1 en Canadá. DeShannon continúa su carrera escribiendo canciones y participando en algunas películas, pero no es hasta 1969 que llega su mayor éxito comercial con el álbum titulado «Put a Little Love in Your Heart» y el sencillo homónimo, que llega a vender más de un millón de copias convirtiéndose así en disco de oro. De este álbum también se extrajo el sencillo «Love Will Find A Way».
En 1970 se traslada a Los Ángeles y ficha por la discográfica Atlantis Records donde graba dos álbumes aclamados por la crítica ‘’Jackie’’ y ‘’Your Baby Is A Lady’‘, pero que no llegan a producir el mismo éxito comercial que sus lanzamientos anteriores. En 1973, es invitada por Van Morrison a cantar en su álbum ‘’Hard Nose the Highway’‘.
En 1979 «Put a Little Love in Your Heart» fue interpretada por un elénco de artistas entre los que se encontraban John Denver, Olivia Newton John, The Bee Gees, Donna Summer o Rod Stewart entre otros, en la clausura del concierto benéfico a favor de UNICEF que tuvo lugar en la Asamblea General de Naciones Unidas.
Jackie DeShannon ya no produciría ningún gran éxito más interpretado por ella misma pero algunas de sus composiciones llegarían a tener gran repercusión de la mano de otros intérpretes. Así en 1974, compuso para Donna Weiss, «Queen Of The Rodeo» y «Bette Davis Eyes» para su álbum New Arrangement. En 1981, la canción «Bette Davis Eyes» llegó a ser número 1 en todo el mundo gracias a la cantante Kim Carnes. Lo que llevó a DeShannon a ganar el premio Grammy a la canción del año en 1982. Las canciones «Breakaway», grabada por Tracey Ullman en 1983, y «Put A Little Love In Your Heart» por Annie Lennox y Al Green en 1988, también llegaron a ser grandes éxitos. “When You Walk In The Room” que ya catapultó a la fama a The Searchers en 1964, volvió a repetir éxito de la mano de Pam Tillis en 1994 y de Agnetha Fältskog  en su álbum de 2004 My Colouring Book.

## Vida personal
Jackie DeShannon tiene un hermano, Randy James Myers, con quién ha escrito algunas canciones. DeShannon se casó en enero de 1966 con el ejecutivo de Liberty Records Irving “Bud” Dain pero el matrimonio fue anulado al año siguiente. Desde 1977 está casada el cantautor y compositor musical de películas Randy Edelman. El matrimonio tiene un hijo, Noah, nacido en 1978.

## Discografía

### Álbumes de estudio
- 1963: Jackie DeShannon
- 1964: Don't Turn Your Back on Me
- 1965: This Is Jackie DeShannon
- 1965: Jackie: In the Wind
- 1967: Are You Ready for This?
- 1967: New Image
- 1967: For You
- 1968: Me About You
- 1969: Laurel Canyon
- 1969: Put a Little Love in Your Heart
- 1970: To Be Free
- 1971: Songs
- 1972: Jackie
- 1974: Your Baby Is a Lady
- 1975: New Arrangement
- 1977: You're the Only Dancer
- 1978: Quick Touches
- 1991: Trouble With Jackie Dee
- 2000: You Know Me

### Álbumes recopilatorios
- 1964: Breakin' It Up on the Beatles Tour
- 1965: You Won't Forget Me
- 1968: What the World Needs Now Is Love
- 1968: Lonely Girl
- 1968: Great Performances
- 1975: The Very Best of Jackie DeShannon
- 1981: Pop Princess
- 1985: Jackie DeShannon
- 1987: What the World Needs Now Is...: The Definitive Collection
- 1990: Good as Gold!
- 1991: The Best of Jackie DeShannon
- 1998: The Early Years
- 2000: Come and Get Me: Best of 1958-1980
- 2007: High Coinage: The Songwriters Collection 1960-1984
- 2011: When You Walk In The Room
- 2012: Keep Me In Mind: The Complete Imperial and Liberty Singles, Volume 3
- 2015: All the Love: The Lost Atlantic Recordings
- 2018: Stone Cold Soul: The Complete Capitol Recordings

### Bandas sonoras
- 1964: Surf Party
- 1966: C'Mon Let's Live a Little
- 1980: Together